# Au/Unterer Wert
Au/Unterer Wert ist ein Stadtteil der Universitätsstadt Tübingen. Er liegt östlich der Innenstadt.

## Lage
Er wird nördlich durch den Neckar vom Stadtteil Österberg abgegrenzt. Der westliche Begrenzungspunkt zum Zentrum ist die Steinlach-Mündung. Die südliche Abgrenzung zur Südstadt und zum Französischen Viertel ist die Reutlinger Straße/B 28. Im Osten bildet die Stuttgarter Straße/L1208 die Grenze zu Lustnau (-Süd).

## Struktur
Au/Unterer Wert ist ein Wohn- und Industriegebiet. Die Industrie- und Gewerbeflächen überwiegen deutlich. Im Stadtteil liegt der ehemalige Güterbahnhof.